# Герусія
Герусія (дав.-гр. γερουσία від дав.-гр. γέρων — старий, старійшина) — рада старійшин у грецьких полісах, переважно дорійського походження.
Установа з такою назвою існувала ще за мікенської доби. На табличках пілоського архіву згадана ke-ro-si-ja — рада старійшин, з якими радився староста сільської громади (басилей). З перетворенням басилеїв на царів, герусія набула рис аристократичної установи, яка обмежувала владу володаря, а після скасування в деяких полісах монархії зосередила в своїх руках вищу владу — урядову та судову.
У Спарті до її складу входили обидва царі і 28 геронтів віком від 60 років.
В Массалії герусія складалася з 15 осіб — звідси її друга назва, «Рада п'ятнадцяти». Зі свого складу массалійська герусія обирала трьох вищих посадовців — архонтів.
Існування герусій за архаїчної та класичної доби зафіксоване також на Криті, в Орхомені, в Еліді та Коринфі.
За еліністичних часів герусії існували в Мантінеї та Мегалополі.